# Magnetizam
Magnetizam (prema magnetu koje dolazi od lat. magnes, genitiv magnetis < grč. Μαγνῆτıς λίϑος: kamen iz Magnezije) je skup pojava povezanih s magnetskim poljem i s ponašanjem tvari u magnetskom polju. Magnetska svojstva tvari potječu od magnetskih momenta atoma i njihovih međudjelovanja koja mogu stvoriti kolektivno magnetsko uređenje. Magnetizam atoma posljedica je magnetizma elektrona i atomske jezgre i njihovih međudjelovanja. Razlikuje se orbitalni magnetski moment, zbog gibanja elektrona oko atomske jezgre, i spinski magnetski moment, kao vlastito kvantnomehaničko svojstvo elektrona i jezgre. S obzirom na ponašanje u magnetskom polju, sve se tvari odlikuju svojom magnetskom permeabilnošću. Tako se mogu razlikovati dijamagnetične, paramagnetične, feromagnetične, ferimagnetične i antiferomagnetične tvari.

## Povijest
Po predaji, do naziva magnet došlo je tako što je svojstva magneta zapazio pastir Magnus na grčkom otoku Kreti. Po toj predaji, on je na sandalama imao željezne čavle te je, dok je išao preko kamenja, primijetio da mu to kamenje privlači sandale. Dakako, to kamenje je bila rudača magnetit. Tales Milećanin, a poslije i drugi grčki filozofi, pisao je o neobičnom ponašanju željezne rudače koja privlači željezne predmete. Naime, oblikovana željezna rudača - magnetit, crna ruda metalnog sjaja, ima sposobnost privlačenja željeza. Ruda magnetit kopala se u maloazijskom mjestu Magnezijum, po kojem je neobična pojava svojstvena oblikovanim komadima magnetita dobila naziv magnetizam. Dakle, za tijela koja imaju svojstvo privlačenja željeznih predmeta kaže se da su magnetična i nazivaju se magneti. 

### Magnetizam u drevnoj Kini
Za razliku od papira, magnetski kompas je bio naprava bez koje je kineska civilizacija mogla živjeti isto kao i s njom, ali ovaj slučaj upravo pokazuje ono malo veza između znanosti i tehnologije u drevnoj Kini. Tajnovita svojstva magnetnog kamena (prirodni magnetizam minerala magnetita) bila su poznata do 300. pr. Kr. i isprva su korištena kao sredstvo proricanja. Do 100. pr. Kr. je postalo poznato da se magnetna igla usmjerava duž pravca sjever-jug i to je svojstvo korišteno u geomantiji ili umijeću feng shui, pravilnom postavljanju kuća, hramova, grobnica, cesta i drugih građevina. Kasnije se pojavila razrađena naturalistička teorija koja je objašnjavala gibanje magnetne igle kao odziv na strujanje energije kroz i oko Zemlje, što je primjer koji pokazuje da tehnologija ponekad potiče pretpostavke o prirodi, a ne samo obratno, kako se danas uobičajeno misli. 
U Kini su kasnije magneti proizvođeni na različite načine: trljanjem željeza magnetitom ili magnetiziranim željezom, kovanjem zagrijane željezne trake postavljene u smjeru sjever-jug, te naglim uranjanjem zagrijane željezne šipke, postavljene u smjeru sjever-jug, u vodu. Prvi pouzdani prikaz primitivnog, ali uporabivog kompasa ili sinana, nalazi se u knjizi iz 83., dok ostali izvori sežu možda i do 4. st. pr. Kr. Komad magnetita bi se izdubio u oblik zaimače (grabilice za uzimanje i prenošenje juha), koja bi se postavila na kamenu ploču ravne, uglačane površine, a drška bi se potom usmjerila prema jugu. Izvori navode da je osim u geomantiji korišten i za orijentaciju tijekom putovanja. 

### Magnetizam u srednjem vijeku
U 13. stoljeću utvrđeno je da i željezo postaje magnetično ako se preko njega prelazi drugim magnetom. Tako nastaju umjetni magneti. Magneti mogu biti različitih oblika. Najčešće su u obliku igle, štapića i potkove. Petrus Peregrinus prvi je u Europi (1269.) detaljnije opisao navigaciju s pomoću magnetne igle. William Gilbert (1600.) otkrio je magnetizam Zemlje, a Charles-Augustin de Coulomb postavio je 1785. zakon o privlačenju i odbijanju magnetnih polova. Do početka 19. stoljeća smatralo se da električne i magnetske pojave nisu povezane. Epohalno je otkriće danskog fizičara Hansa Christiana Ørsteda, koji je (1820.) utvrdio da električna struja djeluje na magnetnu iglu. Pet godina poslije André-Marie Ampère otkrio je zakon o silama među vodičima kojima teče električna struja. Tada je konstruiran i prvi elektromagnet. Oko 1830. Michael Faraday, Joseph Henry i Heinrich Lenz otkrili su elektromagnetsku indukciju i njezine zakonitosti, a James Clerk Maxwell je 1873. sjedinio Ørstedove i Faradayeve spoznaje u zaokruženu cjelinu električnih i magnetskih pojava.

## Svojstva
Osim prirodnih magneta, postoje i umjetni magneti, koji se dijele na stalne magnete i elektromagnete. Stalni magneti izrađuju se od posebnih željeznih legura (tzv. tvrdih feromagnetskih materijala) i trajno zadržavaju magnetska svojstva. Uz stalne magnete postoje i elektromagneti (zavojnice s jezgrom od mekog željeza), koji su magneti samo dok kroz njihovu zavojnicu teče električna struja.
Ako se magnet u obliku tankog štapa objesi tako da se može slobodno vrtjeti u horizontalnoj ravnini, magnetski štap će se okrenuti tako da jednim krajem pokazuje približno prema sjeveru. Taj kraj se naziva sjevernim polom magnetskog štapa i označava se slovom N (eng. north). Drugi je kraj okrenut prema jugu pa se označava slovom S (eng. south). Približi li se sjeverni pol jednog magneta sjevernom polu slobodno obješene magnetne igle, oni će se međusobno udaljavati. Slično se događa i za južne polove. Naprotiv, sjeverni pol magneta privlači južni pol magnetske igle i obrnuto. Posljedica međudjelovanja magneta je magnetska sila koja može biti odbojna i privlačna. U blizini polova magneta magnetske sile su najjače. Peregrinusovim pokusom se može zaključiti da se magnet sastoji od velikog broja malih, elementarnih magneta koji tvore nizove, a na krajevima imaju slobodne polove N i S.

### Dijamagnetizam
Dijamagnetizam je svojstvo mnogih kemijskih elemenata (npr. zlata, srebra, cinka, silicija, fosfora, vodika, plemenitih plinova) i većine organskih spojeva, koje obilježava slaba magnetska permeabilnost. To su dijamagnetici, njihova je relativna magnetska permeabilnost manja od 1 i gotovo ne ovisi o temperaturi. Kod tih se tvari vanjsko magnetsko polje neutralizira poljem koje stvara kružno gibanje elektrona, takozvana Larmorova precesija (Joseph Larmor), pa je zbog toga gustoća magnetskoga toka zapravo manja od gustoće toka u vanjskome magnetskome polju. Anomalni dijamagnetici, na primjer grafit i bizmut, imaju većinu svojstava dijamagnetičnih tvari, ali im je magnetska permeabilnost 10 do 100 puta veća od permeabilnosti ostalih dijamagnetika i na niskim temperaturama ovisi o temperaturi. Kod svih dijamagnetičnih tvari magnetsko polje prolazi gotovo nedeformirano (strogo uzevši samo za magnetsku permeabilnost 1), pa se te tvari u makroskopskim uvjetima očituju kao "nemagnetične" (ne privlači ih magnet). Dijamagnetska svojstva pokazuju i tvari kod kojih se javlja supravodljivost.

### Paramagnetizam
Paramagnetizam je svojstvo mnogih tvari, kemijskih elemenata (na primjer aluminija i kisika) i kemijskih spojeva, koje obilježava relativna magnetska permeabilnost nešto veća od 1. To je u prirodi najčešći oblik magnetizma. Paramagnetične tvari u magnetskom polju dobivaju slab dodatni inducirani magnetizam istoga smjera kao i polje, koji nastaje djelomičnim usmjeravanjem atomskih magnetskih momenata i veći je na nižoj temperaturi. U paramagnetskom stanju magnetski momenti atoma slabo međusobno djeluju i nisu kolektivno uređeni. I te tvari ne pokazuju makroskopsku "magnetičnost", ali se, na primjer, kuglica od aluminija pri padu kroz jako polje potkovasta magneta usporava. Kod njih se zbog toplinskoga gibanja atoma ili iona stalno mijenjaju smjerovi rezultantnih magnetskih momenata tako da je ukupni magnetski moment jednak nuli iako su im rezultantni magnetski momenti različiti od nule.

### Feromagnetizam
Feromagnetizam je svojstvo karakteristično za željezo, nikal, kobalt i gadolinij, za njihove međusobne slitine i neke spojeve s drugim elementima, a samo za malen broj tvari u kojima se ta četiri elementa ne pojavljuju. Feromagnetične tvari imaju izrazitu relativnu magnetsku permeabilnost, znatno veću od 1 (od 1000 do 10 000). Feromagnetizam nastaje kao posljedica jakih međudjelovanja (interakcija) magnetskih momenata atoma, zbog čega nastaje kolektivno magnetsko uređenje, takozvana spontana magnetizacija, koja se s porastom temperature smanjuje. Zbog toga feromagnetične tvari pokazuju jaku "magnetičnost", u vanjskome magnetskome polju postaju inducirani magneti koje zatim to polje privlači. To inducirano polje mogu zadržati neko vrijeme, pa i stalno. 
Osobito je važna Curiejeva točka, tj. granična temperatura iznad koje te tvari gube feromagnetična svojstva i postaju paramagnetici (za željezo 758 °C, nikal 360 °C, kobalt 1075 °C, gadolinij 16 °C). Hlađenjem na temperaturu nižu od Curiejeve ponovno nastaje feromagnetsko stanje. Feromagnetične tvari imaju više ili manje izražen takozvani remanentni magnetizam ili zaostali magnetizam: ako ih se dovede u magnetsko polje i zatim djelovanje polja ukloni, njihova magnetizacija ne iščezne potpuno (histereza). Tako se od tvari s velikim remanentnim magnetizmom dobivaju jaki stalni ili permanentni magneti. Posebnu skupinu feromagnetičnih materijala čine tvari poznate pod nazivom ferit.
Antiferomagnetici (npr. manganov oksid, manganov sulfid, željezni sulfid) su tvari kojima magnetska permeabilnost na kritičnoj temperaturi (slično Curievoj točki) prolazi kroz maksimum. Te su tvari po ostalim magnetskim svojstvima vrlo slične feromagneticima, odnosno iznad takozvane antiferomagnetske Curiejeve točke paramagneticima.

### Ferimagnetizam
Ferimagnetizam je pojava kod koje se magnetski momenti susjednih atoma ili iona u ograničenim područjima kristala (domena), koja su feromagnetska, međusobno poništavaju, slično nizu permanentnih magneta nasuprotnih orijentacija. Takve tvari, ponajviše feriti, odlikuju se velikom električnom otpornošću koja je uzrokovana prelascima elektrona na granicama domena, a na temperaturama višima od Curiejeve, kao i feromagnetične, prelaze u paramagnetične tvari.  

### Metamagnetizam
Metamagnetici pokazuju jaku anizotropiju magnetskih svojstava; u smjeru su jedne kristalne osi paramagnetici, a u smjeru druge feromagnetici. Takvih je tvari vrlo malo, na primjer kobalt, željezo i kalcijev klorid.

### Elektromagnetizam
Elektromagnetizam je pojava magnetskoga polja izazvana promjenama električnoga polja, odnosno tokom električne struje. Tu je pojavu prvi uočio Michael Faraday, a teoretski razjasnio James Clerk Maxwell. Električno i magnetsko polje usko su povezani i svaka promjena jednog od polja izaziva promjenu drugoga, pa se shvaćaju kao jedinstveno elektromagnetsko polje (elektrodinamika). Ta su dva polja u svakoj točki prostora međusobno okomita. Prema Biot-Savartovu zakonu svi djelići (duljine ds) nekog električnog vodiča kojim teče električna struja (i) stvaraju u točki na udaljenosti (r) magnetsko polje jakosti (H), koje je određeno jednakošću:
{\displaystyle \mathbf {H} ={\frac {i}{c}}\int {\frac {d\mathbf {s} \times \mathbf {\hat {r}} }{|\mathbf {r} |^{3}}}}
gdje je c brzina prostiranja magnetskoga polja, to jest brzina svjetlosti. S pomoću te jednakosti može se izračunati jakost magnetskoga polja u svakoj točki prostora bilo kako oblikovanoga vodiča struje (elektrodinamičko djelovanje).

### Antiferomagnetizam
Antiferomagnetizam je način magnetskoga uređenja krute tvari, pri čemu su magnetski momenti susjednih atoma usmjereni antiparalelno jedan drugomu tako da je ukupna magnetizacija u odsutnosti vanjskoga magnetskoga polja jednaka nuli. Postoji u većini anorganskih spojeva prijelaznih metala i rijetkih zemalja. Također je uočen kod nekih metala (krom, mangan i drugi) i slitina. Grijanjem se takvo antiparalelno uređenje narušava, da bi potpuno nestalo iznad određene temperature, nazvane Néelova temperatura TN, po L.E.F. Néelu koji je 1936. predložio prvo objašnjenje antiferomagnetizma. Néelova temperatura je značajka pojedinog materijala (za MnF2 je TN = 67,4 K; za NiO je TN = 520 K; za Cr2O3 je TN = 310 K). Antiferomagneti pokazuju malu pozitivnu magnetsku susceptibilnost koja dostiže maksimum na TN. Iznad temperature prijelaza antiferomagneti postaju paramagneti.

## Zemljin magnetizam
I Zemlja predstavlja golemi magnet. U njezinom magnetskom polju svaki slobodno pokretljivi magnet orijentira se tako da mu je jedna strana okrenuta približno prema sjeveru, a druga prema jugu. Kad se magnetna igla objesi tako da se može vrtjeti u vodoravnoj ravnini, orijentirat će se približno u smjeru sjever - jug. Kraj magnetne igle koji pokazuje prema sjeveru naziva se sjevernim polom N, dok je drugi južni pol S. To svojstvo magnetne igle se primjenjuje u kompasu za određivanje strana svijeta.
Međutim, polovi magneta i geografski polovi Zemlje se ne poklapaju u potpunosti, to jest smjer magnetske igle se ne podudara u potpunosti s pravcem sjever - jug. Odstupanje od tog pravca se naziva magnetska deklinacija. Kut deklinacije između Zemljine osi i magnetske osi označavamo s δ (grčki delta) i iznosi 15° (15 stupnjeva). Deklinacija se sada može definirati kao kut između geografskog i magnetskog meridijana. Ipak, odstupanje od točnog smjera sjever - jug se za mnoge praktične svrhe može zanemariti. Za utvrđivanje smjera sjevera koristi se lagani magnet koji čini kompas ili busolu.

## Ampèreova teorija magnetizma
Na osnovi magnetskog djelovanja električne struje, Ampère je postavio hipotezu da svako magnetsko polje ima svoj uzrok u električnoj struji. Dijeleći magnet na sitne djeliće, svaki djelić čini za sebe potpuni magnet. Prema tome se može uzeti da je svaka molekula magnet s polovima na suprotnim krajevima. Magnetizam molekule tumači se time što oko molekule teče molekularna električna struja. Pod utjecajem magnetskog polja, kada se tijelo magnetizira, sve njegove molekularne struje zauzimaju isti smjer, te se time ispoljava magnetizam tijela.

## Vanjske poveznice
- Web courseware Povijest fizike  Arhivirana inačica izvorne stranice od 2. kolovoza 2012. (Wayback Machine)